# 丸善 (チェーンストア)
株式会社丸善（まるぜん）は、かつて株式会社平和堂の子会社で、滋賀県を営業基盤とするスーパーマーケット「マルゼン」を運営していた企業である。平和堂の子会社となる前はCGCグループに加盟していた。
2012年（平成24年）2月21日 に完全子会社となり、平和堂の傘下に入った。2023年（令和5年）9月28日に平和堂との吸収合併が報じられた後、2024年（令和6年）8月21日に平和堂との吸収合併により解散した。

## 沿革
- 1947年（昭和22年）6月25日 - 豊郷村（現在の豊郷町）内で3坪の店舗として創業[1]。
- 1952年（昭和27年）12月12日 - 有限会社久木食料品店に組織変更。
- 1963年（昭和38年）- 有限会社丸善に改名。
- 1972年（昭和47年）- 株式会社に組織変更。
- 1976年（昭和51年）- 本部開設。
- 2012年（平成24年）2月21日 - 株式会社平和堂の完全子会社となる。
- 2023年（令和5年）9月28日 - 平和堂が連結子会社の丸善を吸収合併することを発表した。この合併はグループの営業力の強化および経営効率向上を兼ねたものである[3]。平和堂を存続会社とする吸収合併方式となるため、この合併により丸善は解散することが確定した[3]。
- 2024年（令和6年）8月21日 - 親会社の平和堂との吸収合併により、解散する[2][4][5]。守山・石部・アストの各店は平和堂丸善（店舗名は「丸善」[2]）となり、野洲・彦根・能登川の各店はフレンドマートとなることが同年8月19日に平和堂から発表された[2]。

## 店舗

### 解散時点
- 彦根店 - 滋賀県彦根市小泉町701
  - 1972年開店。
- 能登川店 - 滋賀県東近江市佐野町609-1 
  - 1979年開店。
- 野洲店 - 滋賀県野洲市栄5-3 
  - 1989年開店。2000年9月改装オープン。
- アスト店 - 滋賀県犬上郡豊郷町沢250-1
  - 1993年開店。2001年5月改装オープン。
- 守山店 - 滋賀県守山市古高町388
  - 1998年開店。
- 石部店 - 滋賀県湖南市石部東6丁目1-7
  - 2002年7月開店。

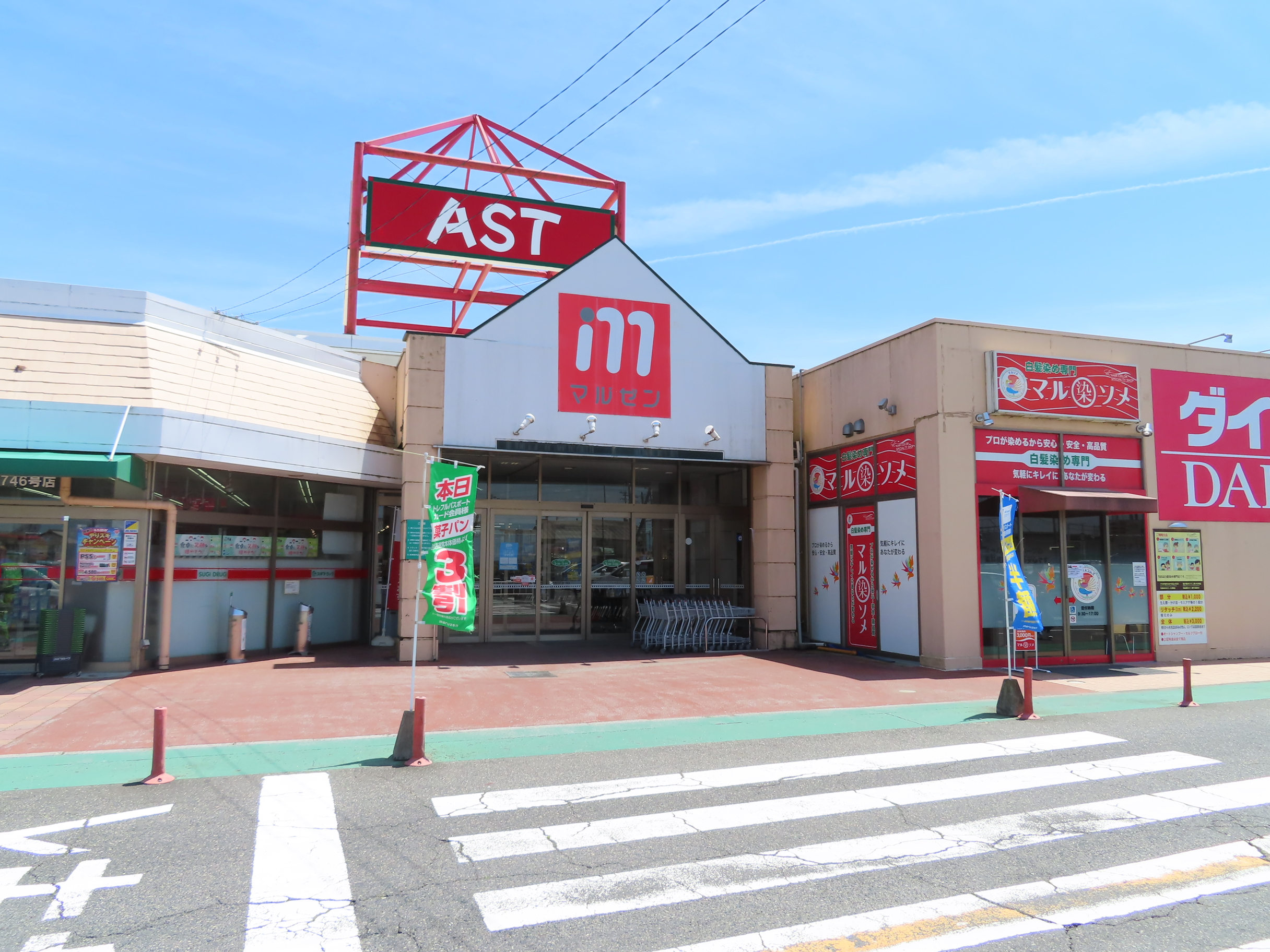
アスト店

### 解散前に閉店
- 豊郷店 - 滋賀県犬上郡豊郷町高野瀬
  - 第一号店として1947年6月開店。アストパワーセンター[注 1]への移転に伴い閉店。建物は2022年12月時点で解体済み。
- 篠原店
  - 黒字店にもかかわらず店舗規模が小さいために閉店[要出典]。
- 草津店 - 滋賀県草津市草津町1964-1
  - 1996年開店、2000年7月改装オープン、2009年5月31日閉店。跡地はバロー草津店となった[6]。
- 守山駅前店 - 滋賀県守山市梅田町28-1
  - 2005年7月開店、2010年8月31日閉店。跡地はアットタイム守山店となった[7]。
- Kモール店 - 滋賀県犬上郡甲良町在士809
  - 2007年5月開店、2020年8月20日閉店[8][9]。跡地は業務スーパー甲良店となった[10]。
- 近江八幡店 - 滋賀県近江八幡市堀上町127-1
  - 1984年開店、2023年2月19日閉店[11]。跡地はスギ薬局近江八幡西店となった[12]。

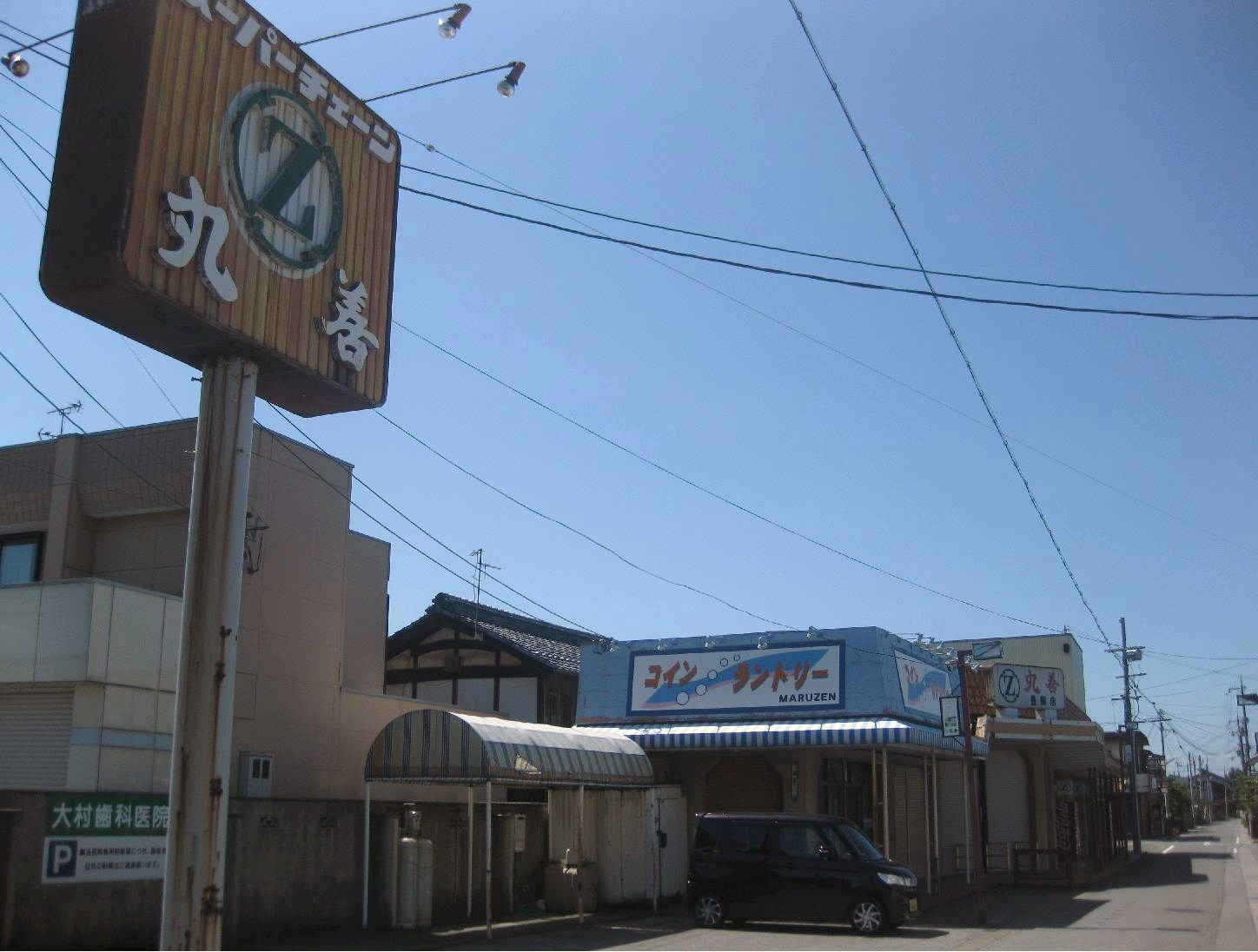
豊郷店（第一号店）跡（解体済み）
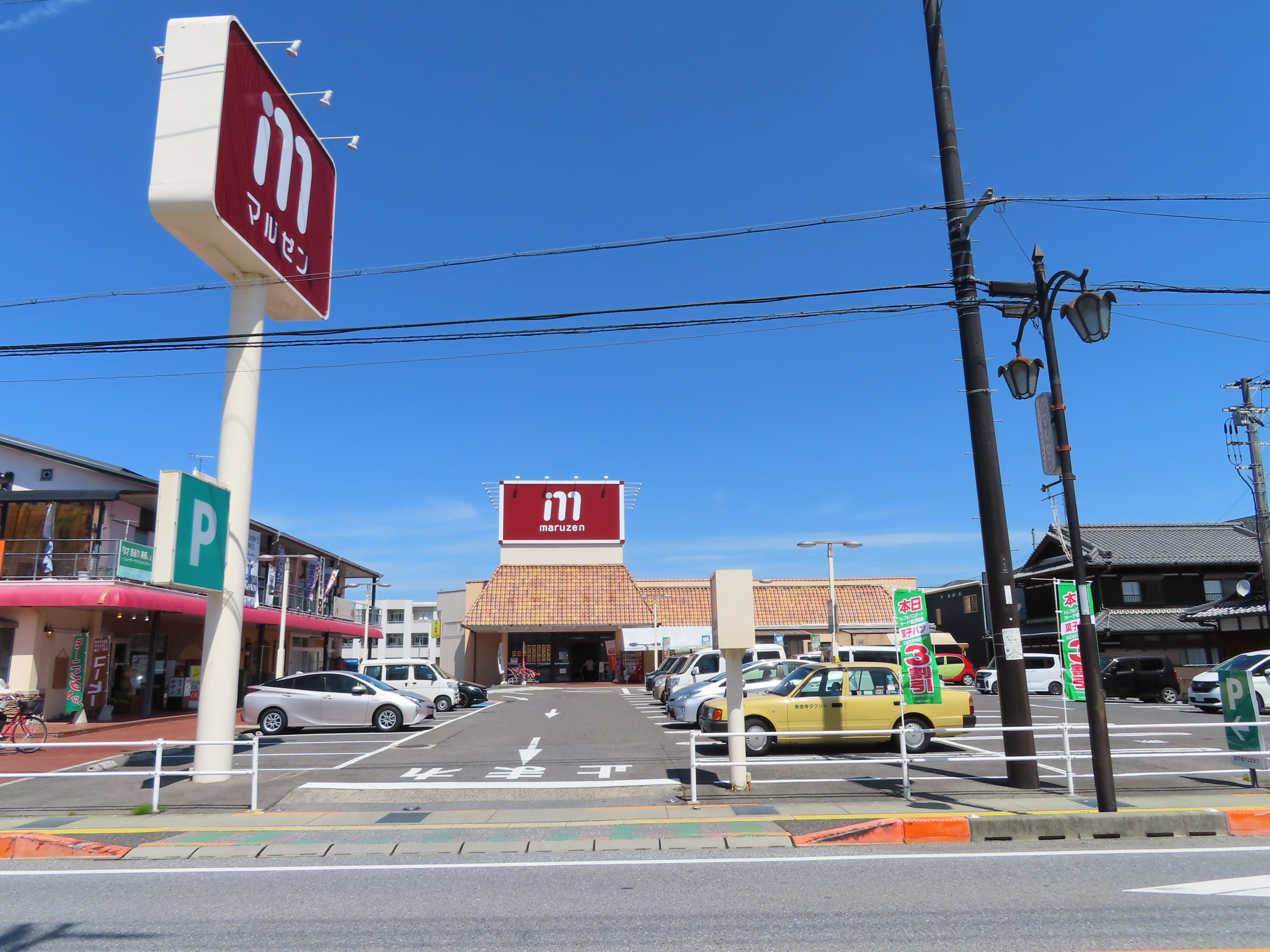
近江八幡店